# Françoise Buffet
Pour les articles homonymes, voir Buffet.
Françoise Buffet, née le 11 décembre 1953 à Strasbourg, est une femme politique française, élue députée de la 4e circonscription du Bas-Rhin le 19 juin 2022 et réélue le 7 juillet 2024.

## Biographie
Françoise Buffet exerce comme commerçante en tant que patronne de restaurant. 
Elle est élue en 2008 puis réélue en 2014 sur la liste PS au conseil municipal de Strasbourg et devient adjointe au maire de Roland Ries. Elle est, en 2008, chargée du développement durable, plan climat, espaces verts et jardins familiaux et en 2014 chargée des écoles.
Bien qu'elle se revendique non membre d'un parti politique, elle soutient la politique d'Emmanuel Macron, et reçoit une investiture de Renaissance/Ensemble pour les élections législatives françaises de 2022.
Elle est élue au second tour contre la candidate NUPES avec 66,10 % des voix,. Elle siège dans le groupe parlementaire Renaissance.
Elle est réélue à la suite des élections législatives anticipées de juin et juillet 2024.